# On Stage
On Stage es el trigésimo octavo álbum y el tercer álbum en directo del músico y cantante estadounidense Elvis Presley, publicado por la compañía discográfica RCA Victor en junio de 1970. El álbum es el tercero en directo de Presley, a modo de continuación de From Memphis to Vegas/From Vegas to Memphis, y fue grabado en su mayoría entre el 16 y el 19 de febrero de 1970 en el International Hotel de Las Vegas, Nevada. Sin embargo, a diferencia de su predecesor, este álbum se enfocó en canciones no asociadas en aquel momento con Elvis. Alcanzó el puesto trece en la lista estadounidense Billboard 200 y fue certificado como disco de platino por la Recording Industry Association of America.
El álbum incluyó el sencillo «The Wonder of You», que alcanzó el primer puesto en la lista estadounidense Adult Contemporary Tracks y en la lista de sencillos del Reino Unido. 
Las canciones "Runaway" y "Yesterday", pertenecen a su anterior temporada de agosto de 1969, en Las Vegas.

## Lista de canciones
| Cara A |                     |                                          |          |  |
| N.º    | Título              | Escritor(es)                             | Duración |  |
| 1.     | «See See Rider»     | Tradicional                              | 3:08     |  |
| 2.     | «Release Me»        | Eddie Miller, Dub Williams, Robert Yount | 3:11     |  |
| 3.     | «Sweet Caroline»    | Neil Diamond                             | 2:43     |  |
| 4.     | «Runaway»           | Del Shannon, Max Crook                   | 2:47     |  |
| 5.     | «The Wonder of You» | Baker Knight                             | 2:38     |  |

| Cara B |                           |                                             |          |  |
| N.º    | Título                    | Escritor(es)                                | Duración |  |
| 1.     | «Polk Salad Annie»        | Tony Joe White                              | 5:33     |  |
| 2.     | «Yesterday»               | John Lennon, Paul McCartney                 | 2:27     |  |
| 3.     | «Proud Mary»              | John Fogerty                                | 2:47     |  |
| 4.     | «Walk A Mile In My Shoes» | Joe South                                   | 2:59     |  |
| 5.     | «Let It Be Me»            | Gilbert Bécaud, Mann Curtis, Pierre Delanoë | 3:39     |  |

## Posición en listas
| País           | Lista                   | Posición |
| -------------- | ----------------------- | -------- |
| Australia      | Australia Goset         | 19       |
| Estados Unidos | Billboard Pop Albums    | 13       |
| Noruega        | VG-Lista                | 5        |
| Reino Unido    | Official Charts Company | 2        |